# Бальве, Тома
Тома́ Бальве́ (фр. Thomas Balvay; 2 февраля 1888 — 15 июля 1945) — французский футбольный арбитр. На первом чемпионате мира по футболу обслуживал матч между сборными Бразилии и Боливии в качестве главного арбитра, также судил матчи на Кубок Франции 1926 и 1928 годов и товарищеские международные встречи.
Существуют расхождения в его имени: в источниках ФИФА он зарегистрирован как Тома, в Федерации футбола Франции — как Жорж, в некоторых других источниках — Джон.